# Isis (Oper)
Isis ist eine Tragédie lyrique (Oper) in einem Prolog und fünf Akten von Jean-Baptiste Lully (Musik) mit einem Libretto von Philippe Quinault nach den Metamorphosen des Ovid. Die Uraufführung fand am 5. Januar 1677 am französischen Königshof im Schloss Saint-Germain-en-Laye statt.

## Handlung

### Kurzfassung
Prolog. Die allegorische Figur des Ruhms und sein Gefolge preisen König Ludwig XIV. als den größten Helden. Neptune weist auf dessen militärische Erfolge auf See hin. Die Musen, Apollon und die freien Künste proklamieren ein großes Fest.
Erster Akt. Hiérax liebt die Nymphe Io. Er befürchtet, dass sie einen anderen Geliebten hat, da sie die Hochzeit immer wieder aufschiebt. Sein Freund Pirante rät ihm, mit ihr darüber zu sprechen. Io redet sich mit einem bösen Omen heraus, und es kommt zum Streit. Ihrer Vertrauten Mycène gesteht Io jedoch, dass der Gott Jupiter ihr durch seinen Boten Mercure seine Liebe erklärt habe und sie nicht glaube, ihm lange widerstehen zu können. Kurz darauf kündigt Mercure den Besuch Jupiters an. Gottheiten der Erde empfangen ihn mit großem Prunk.
Zweiter Akt. Jupiter verhüllt die Erde mit dichten Wolken, um der Welt und vor allem seiner eifersüchtigen Frau Junon sein Verhältnis mit Io zu verbergen. Diese sucht bereits mit ihrer Vertrauten Iris nach ihm. Jupiter bittet Mercure, Iris abzulenken, während er Io den Hof macht. Io widersteht seinen Bemühungen und flieht. Mercure flirtet eine Weile mit Iris, um sie zu verwirren. Junon teilt Jupiter mit, dass sie Io in ihr Gefolge aufnehmen wolle. Ihre Nymphen empfangen Io im Garten der Hébé.
Dritter Akt. Junon hat Io unter die Aufsicht des vieläugigen Riesen Argus gestellt, um sie von Jupiter fernzuhalten. Hiérax erfährt bei einem Rettungsversuch, dass es sich bei seinem Rivalen um Jupiter persönlich handelt. Im Auftrag des Letzteren lässt Mercure von Hirten, Satyrn, Silvanen und Nymphen ein Schauspiel über die Geschichte von Syrinx und Pan aufführen. Dieses macht Argus schläfrig, und Mercure versucht, Io aus seiner Hütte zu entführen. Er wird von dem wachsamen Hiérax entdeckt, der Argus weckt und Junon herbeiruft. Mercure tötet Argus und verwandelt Hiérax in einen Raubvogel. Das Erscheinen Junons verhindert die Entführung. Sie verwandelt Argus in einen Pfau und ruft die Furie Erinnis herbei, um Io zu peinigen.
Vierter Akt. Die Furie bringt Io erst in die eisigste Gegend Skythiens und dann in die Gluthitze der Stahlschmieden der Chalybes. Da Io die Qualen nicht mehr ertragen kann, versucht sie, sich durch einen Sprung ins Meer in den Tod zu retten. Sie gelangt in die Höhle der Parzen und fleht diese um Erlösung an. Die Parzen können jedoch nicht gegen den Wunsch der Göttin Junon handeln. Sie verkünden, dass Io erst dann sterben dürfe, wenn sie Junon versöhnt habe.
Fünfter Akt. Von der Furie wieder an Land gebracht, ruft Io Jupiter um Beistand an. Der ist jedoch an das Urteil des Schicksals gebunden. Er ruft Junon herbei, bittet sie um Gnade für Io und schwört, seine Gefühle für sie aufzugeben und sich wieder seinen ehelichen Pflichten zuzuwenden. Besänftigt entlässt Junon die Furie, verleiht Io unter dem Namen „Isis“ Unsterblichkeit und ernennt sie zur Schutzgöttin der Ägypter.

### Prolog
Der Palast des Ruhms; im Hintergrund das Meer
Der Palast ist an allen Seiten offen, um Nachrichten von allen großen Errungenschaften an Land und allen denkwürdigen Ereignissen auf See zu empfangen. Die in diesem Palast präsidierende Göttin erscheint mit einer Trompete und in Begleitung ihres üblichen Gefolges: den Gerüchten und Meldungen, die in großer Zahl aus verschiedenen Teilen der Welt eintreffen und jeweils wie sie eine Trompete in der Hand halten.
Szene 1. Der Ruhm und sein Gefolge preisen den „triumphierenden Wert des größten der Helden“ (Ludwig XIV.), der von den Göttern auserwählt wurde, um das Glück des französischen Reichs zu sichern.
Szene 2. Zwei Tritonen und einige Meeresgötter stimmen in den Lobgesang ein. Neptune bestätigt, dass der genannte Held auch zu See triumphierte (gemeint sind Siege der französischen Flotte 1676 im Holländischen Krieg, beispielsweise in der Seeschlacht vor Palermo).
Szene 3. Die neun Musen verkünden, dass sie eine große Feier für den Helden planen. Apollon erscheint zusammen mit den freien Künsten und erklärt, dass jetzt nicht mehr vom Krieg, sondern nur noch von Vergnügungen gesprochen werden soll. Alle eilen, um an dem Spektakel teilzunehmen.

### Erster Akt
Liebliche Wiese, durch die sich der Fluss Inachus windet
Szene 1. Hiérax denkt darüber nach, seine Verlobung mit der Nymphe Io, der Tochter des Flussgottes Inachus, zu lösen. Er glaubt, sie liebe ihn nicht wirklich und habe bereits einen anderen Geliebten.
Szene 2. Sein Freund Pirante versucht, ihn von seinen trüben Gedanken abzulenken. Er solle lieber die schöne Natur genießen. Für Hiérax hat sich jedoch seit Ios Betrug alles verändert. Die einst so schöne Gegend macht ihm keine Freude mehr. Auch Pirantes Hinweis, dass Io ihn tausend anderen Verehrern vorziehe und ihr Vater der Verbindung zustimme, bessert seine Laune nicht. Er versteht nicht, warum sie die Hochzeit immer wieder aufschiebt. Pirante rät ihm, mit Io zu sprechen, um die Angelegenheit zu klären.
Szene 3. Io versichert Hiérax, dass sie ihn noch immer liebe. Sie erzählt ihm aber von einem bösen Omen: Ein Adler habe einen Singvogel erbeutet, dessen Gesang sie gelauscht habe. Hiérax hält dies für eine Ausrede. Io hingegen wirft ihm grundlose Eifersucht vor. Beide suchen die Schuld beim jeweils anderen.
Szene 4. Io gesteht ihrer Vertrauten Mycène, dass Hiérax’ Verdacht begründet ist. Jupiter habe ihr durch seinen Boten Mercure seine Liebe erklärt. Seitdem versuche sie, dieser Versuchung zu widerstehen.
Szene 5. Mercure steigt auf einer Wolke herab und verkündet, dass Jupiter noch heute die Erde besuchen werde und gebührend empfangen werden müsse. Echos wiederholen seine Worte (Chor: „Échos, retentissez dans ces lieux pleins d’appas“). Anschließend weist Mercure Io darauf hin, dass Jupiter nur ihretwegen komme und es nicht unehrenhaft sei, wenn sie ihre bisherige Liebe für ihn aufgebe.
Szene 6. Reich geschmückte Gottheiten der Erde, der Gewässer und der unterirdischen Reiche empfangen und ehren den auf die Erde herabsteigenden Jupiter. Der verkündet, dass er zwar mit Donnerschlägen bewaffnet sei, aber der Erde Segen und Frieden bringen wolle.

### Zweiter Akt
Dichte Wolken verdüstern die Szene von allen Seiten
Szene 1. Io ist erschrocken über die plötzliche Dunkelheit.
Szene 2. Beim Erscheinen Jupiters erstrahlen die Wolken in den hellsten und schönsten Farben. Er erklärt, dass er die Erde verhüllt habe, um Io und sich selbst vor den eifersüchtigen Augen seiner Frau Junon zu verbergen. Er habe sein Reich verlassen, um Io seine Liebe zu erklären, und hoffe, ihre Gefühle zu wecken. Io weist ihn darauf hin, dass sie bereits anderweitig gebunden sei. Sie will sich zurückziehen.
Szene 3. Mercure warnt Jupiter, dass sich Junons Vertraute Iris bereits auf der Erde befinde und auch diese selbst ihm gefolgt sein könnte. Jupiter bittet ihn, Iris abzulenken, während er sich um Io bemüht. Diese versucht zu fliehen, und Jupiter folgt ihr.
Szene 4. Um Iris aufzuhalten, flirtet Mercure eine Weile mit ihr, bevor sich ihr Gespräch Jupiter und Junon zuwendet. Als letztere selbst in einer Wolke sichtbar wird, bekennen beide, dass sie einander nicht trauen, und Mercure zieht sich zurück.
Szene 5. Obwohl weder Junon noch Iris eine Spur von Jupiter gefunden haben, ist Junon fest überzeugt von seiner Untreue. Sie geht davon aus, dass er die Wolke erschaffen hat, um sich vor ihr zu verstecken, und nimmt die Herausforderung an.
Szene 6. Jupiter erscheint. Er gibt sich überrascht, Junon hier statt in den Gärten der Hébé anzutreffen, wo sie nach einer weiteren Nymphe für ihren Hofstaat suchen wollte. Junon teilt ihm mit, dass sie bereits eine Nymphe erwählt habe und ihn nun um seine Zustimmung bitten wolle. Jupiter ist einverstanden. Als sie nun die Tochter Inachus’ nennt, bleibt ihm nichts anderes übrig, als sein Einverständnis zu bestätigen.
Die Gärten von Hébé, der Göttin der Jugend
Szene 7. Spiele, Vergnügungen und Junons Nymphen tanzen und singen für die Göttin Hébé, während sie auf die neue Nymphe warten.
Szene 8. Mercure und Iris führen Io herein. Die anderen begrüßen sie freundlich und loben ihre Jugend und Schönheit.

### Dritter Akt
Argus’ einsamer Wohnsitz an einem See im Wald
Szene 1. Da Jupiters Vorliebe für Io offensichtlich war, hat Junon sie isoliert und unter die Aufsicht des Riesen Argus gestellt. Er kann sie rund um die Uhr überwachen, da niemals alle seiner vielen Augen gleichzeitig schlafen.
Szene 2. Hiérax will Io befreien. Er wird aber von Argus abgefangen und erfährt nun zu seinem Entsetzen, dass Jupiter selbst sein Rivale ist. Argus rät ihm, sich von seinen negativen Gefühlen zu befreien.
Szene 3. Argus’ und Hiérax’ Proklamation der Freiheit lockt eine Gruppe von als Jägerinnen gekleideten Nymphen herbei. Eine von ihnen repräsentiert Syrinx. Für sie gibt es nichts Wichtigeres als die Freiheit.
Szene 4. Der als Hirte verkleidete Mercure erscheint mit einer Gruppe weiterer Hirten, Satyrn und Silvanen. Er erklärt, dass der Gott Pan zu Ehren seiner einstigen Geliebten Syrinx ein Schauspiel veranstalten wolle, und bittet Argus um sein Einverständnis. Argus gibt dieses gerne. Er ahnt nicht, dass es sich um ein Ablenkungsmanöver handelt, das Mercure im Auftrag Jupiters ausführt.
Szene 5. Syrinx und die Nymphen beginnen die Darbietung mit einem weiteren Lobpreis auf die Freiheit.
Szene 6. Die Hirten und Silvanen umwerben Syrinx mit Musik, Tanz und Geschenken. Ein als Pan verkleideter Silvan erklärt Syrinx seine Liebe, wird von ihr aber abgewiesen (Pan: „Ah! Quel dommage“). Die Silvanen, Satyrn und Hirten wollen weiterhin der Liebe dienen, während die Nymphen ihren Verzicht darauf beschwören. Syrinx und ihre Begleiterinnen beschließen, auf die zu Jagd gehen. Pan folgt ihnen, und die Satyrn und Silvanen umringen Syrinx. Diese ruft Götter, Najaden und Wassernymphen um Hilfe an und stürzt sich in den See. Dort wird sie vor Pans Augen in Schilfrohr verwandelt, das durch den Wind klagende Geräusche macht (Pan: „Hélas, hélas! quel bruit“). Pan gibt seinen Begleitern von dem Schilfrohr, und sie spielen Klagelieder auf diesen Panflöten. Argus beginnt zu dösen, und Mercure versetzt ihn mit seinem Zauberstab vollends in Schlaf. Das Schauspiel hat somit seinen Zweck erfüllt.
Szene 7. Mercure befreit Io aus Argus’ Hütte und will mit ihr fliehen. Er wird jedoch von dem eifersüchtigen Hiérax aufgehalten, der sich nicht vor der Rache Jupiters fürchtet, sondern einen tödlichen Donnerschlag sogar seinem jetzigen Liebesschmerz vorziehen würde. Er weckt Argus auf, und beide rufen nach Junon. Daraufhin tötet Mercure Argus mit seinem Stab und verwandelt Hiérax in einen Raubvogel, der davonfliegt. Die Silvanen, Satyrn und Hirten fliehen vor der sich nahenden Göttin.
Szene 8. Junon erscheint auf ihrem Wagen. Sie verwandelt Argus in einen Pfau, der vor dem Wagen ein Rad schlägt, auf dem seine vielen Augen zu sehen sind. Dann beschwört sie die Furie Erinnis, die Io verfolgt und schließlich fortträgt. Junon kehrt in den Himmel zurück.

### Vierter Akt
Die eisigste Gegend Skythiens
Szene 1. Die Bewohner der Eisregionen („Trembleurs“) klagen zitternd über die Kälte (Chor: „L’hiver qui nous tourmente“).
Szene 2. Die Furie bringt Io herbei und macht sich über ihre Qualen lustig. Das Volk zeigt Mitgefühl für sie. Die Furie trägt Io fort, um sie in anderen Klimazonen weiter zu peinigen.
Die Schmieden der für ihren Stahl berühmten Chalybes; im Hintergrund das Meer
Szene 3. Unter Aufsicht zweier Vorarbeiter arbeiten acht Chalybes unermüdlich am glühenden Feuer, um Stahl zu schmieden (Chalybes: „Tôt, tôt, tôt“).
Szene 4. Io erscheint inmitten der Flammen, während die Schmiede mit halb geschmiedeten Waffen an ihr vorbeieilen. Um ihren Qualen durch den Tod zu entkommen, klettert sie auf einen Felsen und stürzt sich ins Meer. Die Furie folgt ihr.
Die Höhle der Parzen
Szene 5. Vor der Höhle besingen die Anhänger der Parzen – la Guerre (der Krieg), les Fureurs de la Guerre (die Schrecken des Krieges), la Famine (der Hunger), les Maladies violentes et languissantes (die heftigen und schleppenden Krankheiten), l’Incendie (der Brand), les Inondations (die Überschwemmungen) und andere – ihre Aufgabe, den Tod ununterbrochen mit neuen Opfern zu versorgen (Chor: „Exécutons l’arrêt du sort“).
Szene 6. Io flieht sie an, ihrem verhassten Leben ein Ende zu bereiten. Die Anwesenden erklären ihr, dass das nur die Parzen selbst befehlen dürfen. Die Höhle öffnet sich, und die drei Parzen treten heraus.
Szene 7. Die Parzen beschreiben ihre Funktion, den Lebensfaden der Menschen zu spinnen (Terzett: „Le fil de la vie“). Io wiederholt nun ihren Wunsch. Die Furie weist sie darauf hin, dass sie die Eifersucht Junons erregt habe und noch nicht ausreichend bestraft worden sei. Daraufhin bestimmen die Parzen, dass Io Junon besänftigen müsse, wenn sie erlöst werden wolle. Als Io fragt, wie sie das bewerkstelligen solle, wiederholen die Parzen lediglich, dass dies das unwiderrufliche Urteil des Schicksals sei.

### Fünfter Akt
Die Ufer des Nils und eine seiner Mündungen ins Meer
Szene 1. Die Furie zieht Io aus dem Meer an Land. Io fleht Jupiter an, sie von ihren Qualen zu befreien (Io: „Terminez mes tourments, puissant maître du monde“), und fällt schließlich überwältigt zu Boden. Der von ihrem Leid gerührte Jupiter steigt vom Himmel herab.
Szene 2. Jupiter bekennt, dass seine Macht nicht ausreicht, ihr Leid zu beenden. Auch er muss dem unwiderruflichen Gesetz des Schicksals folgen. Außerdem würde es Junons Zorn nur noch verstärken, wenn er sich für sie einsetzen würde. Io fordert ihn auf, dies trotzdem zu tun, um Junon wenigstens dazu zu bewegen, sie zu töten.
Szene 3. Auch Junon begibt sich auf die Erde, und Jupiter bittet sie um Gnade für Io. Junon ist jedoch der Meinung, dass sie noch längst nicht genug gelitten habe. Erst als Jupiter schwört, seine Gefühle für Io aufzugeben und seine Liebe wieder ihr, Junon, zuzuwenden, gibt sie nach. Die Furie kehrt in die Unterwelt zurück, und Io fühlt sich sofort von ihrem Leid befreit. Junon nimmt sie unter dem Namen „Isis“ in die Ränge der Unsterblichen auf. Die Völker am Nil sollen sie als Schutzgöttin verehren und ihr Altäre errichten. Gottheiten steigen herab, um sie in den Himmel zu führen, und feiern zusammen mit dem ägyptischen Volk.

## Gestaltung
Die Orchesterbesetzung der Oper besteht aus fünf Trompeten, Pauken, drei Flöten/Blockflöten, zwei Oboen, Musetten, Fagotten (?), Streichern und Basso continuo.
Die Handlung dieses Librettos war die schlichteste, die Quinault bis zu diesem Zeitpunkt geschaffen hatte. Sie beschränkt sich im Wesentlichen auf die Beschreibung von Junons Verfolgung und Peinigung der vermeintlichen Geliebten ihres Mannes Jupiter. Die Titelheldin selbst wird hauptsächlich passiv leidend dargestellt, während die Handlung durch den Streit zwischen Junon und Jupiter vorangetrieben wird. Zugleich ist diese Oper durch die vielfältigen Schauplätze und in die Handlung integrierten Divertissements höchst eindrucksvoll.
Jean-Laurent Le Cerf de La Viéville beschrieb die Musik als „gelehrt“, bezeichnete Isis als „die Oper der Musiker“ („l’opéra des musiciens“) und verglich sie damit mit Lullys anderen Opern Atys („die Oper des Königs“), Phaëton („die Oper des Volks“) und Armide („die Oper der Frauen“).
Der Prolog ist als ein einziges großes statisches Bild mit ausgesprochen komplexer Musik gestaltet. Der Held (Ludwig XIV.) wird hier vom Chor und fünf Trompetern auf der Bühne gerühmt. Den Auftritt Neptuns begleiten Flöten. Höchst kunstvoll gestaltet ist auch der Auftritt Apollons und der Musen zu einem g-Moll-Präludium, in dem das Orchester-Tutti mit einem Terzett der Flöten und Violinen alterniert.
Zur Ankündigung von Jupiters Auftritt in der fünften Szene des ersten Akts („Échos, retentissez dans ces lieux pleins d’appas“) singt ein Chor mit Echo-Effekten.
In dem eingebetteten Schauspiel über Syrinx und Pan in der sechsten Szene des dritten Akts kommen ein Doppelchor und zwei Tanzgruppen zum Einsatz. Von besonderer Bedeutung in dieser Szene sind Pans „Ah! Quel dommage“ nach Syrinx’ Zurückweisung und seine Reaktion auf ihre Verwandlung in das klagende Schilfrohr „Hélas, hélas! quel bruit“. Zu chromatischen Linien im Generalbass symbolisieren die Flöten mit einem dreitönigen Motiv das Schilf bzw. die verwandelte Syrinx. Dieser Abschnitt wurde seinerzeit als Lullys Meisterstück angesehen.
Chor und Ballett treten in jedem der verschiedenen Schauplätze des vierten Akts auf. Der Gesang der mit den Zähnen zu klappern scheinenden Völker der eisigen Gegenden in der Frost-Szene („L’hiver qui nous tourmente“) wurde sowohl für das pantomimische Ballett als auch für die Musik gerühmt. Er inspirierte vermutlich die bekannte Eis-Szene in Henry Purcells Semi-Oper King Arthur und kontrastiert mit dem anschließenden Hämmern der schmiedenden Chalybes (Chor: „Tôt, tôt, tôt“). Der Chor der Anhänger der Parzen („Exécutons l’arrêt du sort“, IV:5) ist humorvoll gestaltet. Das Terzett der Parzen „Le fil de la vie“ (IV:7) zeichnet sich ebenfalls durch hohe Qualität aus. Lully war besonders stolz darauf, und es war vermutlich Vorbild für die Furien-Szene am Ende des zweiten Akts von Jean-Philippe Rameaus Hippolyte et Aricie.

## Werkgeschichte

Frontispiz des Librettos,
Paris 1677

Titelblatt der Bassstimme,
Paris 1677

Titelblatt des Klavierauszugs von Théodore Lajarte, Paris 1882

Bild aus dem Klavierauszug von Théodore Lajarte, Paris 1882

Die Tragédie en musique Isis ist das fünfte Gemeinschaftswerk des französischen Komponisten Jean-Baptiste Lully mit dem Librettisten Philippe Quinault. Die Handlung basiert auf der Io-Erzählung aus dem ersten Buch der Metamorphosen des römischen Dichters Ovid. Die Uraufführung fand am 5. Januar 1677 in Anwesenheit des Königs an dessen Hof im Schloss Saint-Germain-en-Laye statt. Ab August desselben Jahres wurde das Stück im Palais Royal in Paris gespielt.
Laut Angabe im Libretto sangen bei der Uraufführung Mlle Verdier (la Renommée), M. Forestier (Neptune), M. du Mesny (1. Triton), M. Nouveau (2. Triton), M. de la Grille (Apollon), M. Regnier (Clio), Mlle Des-Fronteaux (Calliope), Mlle Cailliot (Melpomène), Mlle Piesche (Thalie), M. Datys (Uranie), Jean Gaye (Hiérax), M. Langeais (Pirante), Marie Aubry (Io), Mlle Sainte Colombe (Mycène), M. Claidiere (Mercure), François Beaumavielle (Jupiter), Mlle de Beaucreux (Iris), Mlle de Saint Christophe (Junon), Mlle Brigogne (Hébé), M. Morel (Argus), Mlle Verdier (Syrinx), M. Godonesche (Pan), M. Miracle (1. Hirte), M. Buffequin (2. Hirte), M. Ribon (Erinnis), Mlle Bony (1. Parze), M. Forestier (2. Parze) und M. Langeais (3. Parze). Zu den Tänzern gehörten Pierre Beauchamp, Louis Pécour, Magny und Boutteville. Das Orchester bestand aus etwa hundert Musikern der Grande Écurie, des Chambre du Roi und der Pariser Oper, darunter einige Bühnenmusiker einschließlich mehrerer Trompeter. Vier Mitglieder der renommierten Familie Hotteterre (Louis, Jean, Nicolas und Jeannot) spielten Flöte im Binnenschauspiel über Pan und Syrinx im dritten Akt. Die Bühnenbilder und Kostüme stammten von Carlo Vigarani und Jean Bérain. Die Ballette wurden von Pierre Beauchamp und François-Hilaire d’Olivet choreografiert. Für die aufwendige Produktion und die fast zwei Monate dauernden Proben wurden keine Kosten gescheut. Sie betrugen 151.780 livres 16 sols und wurden aus der königlichen Schatzkammer bezahlt. Ziel war es, die Zuschauer durch den Reichtum und Glanz des „Sonnenkönigs“ zu beeindrucken.

Kostümskizzen von Jean Bérain
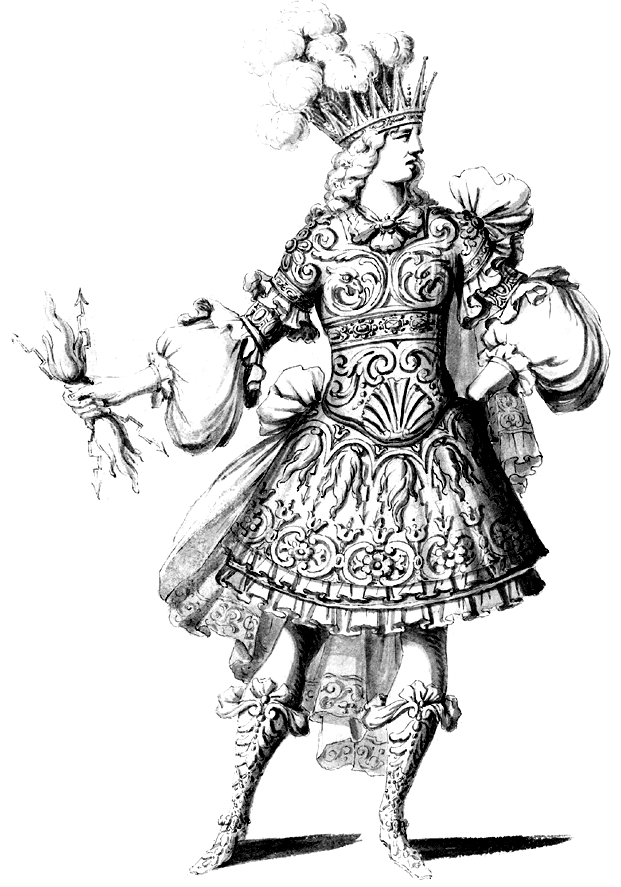
Jupiter
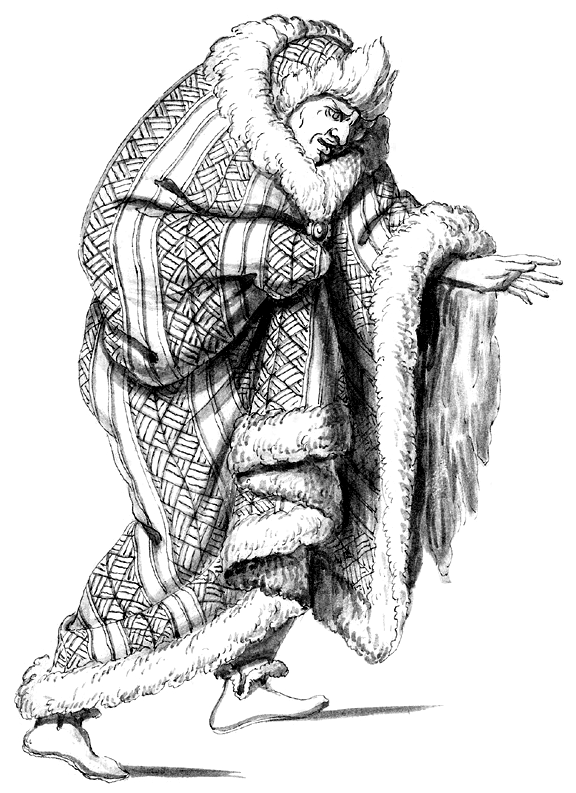
„Trembleur“ der Eisgebiete

Nach der Uraufführung wurden besonders die Kostüme und Ballette gelobt. Quinaults Libretto hingegen wurde als unter seinem Standard kritisiert. Man meinte, es habe keine echte dramatische Handlung. Lullys Musik wurde als zu „gelehrt“ bemängelt. Trotz des vergleichsweise geringen Erfolgs wurde die Oper in Saint-Germain-en-Laye noch bis Ende Februar gespielt. Da die Figuren Io und Junon bei der Uraufführung als Anspielungen auf Ludwigs neue Favoritin Marie-Elisabeth de Ludres und seine eifersüchtige Mätresse Madame de Montespan verstanden wurden, gab es einen Skandal, in dessen Folge Quinault für zwei Jahre vom Hof verbannt wurde. Erst 1780 arbeitete er für Proserpine wieder offiziell mit Lully zusammen, obwohl er im Hintergrund auch an Psyché (1678) und Bellérophon (1679) mitwirkte.
Der an das Verhalten Junons in der Oper erinnernde Zorn der Madame de Montespan dürfte auch einer der Gründe gewesen sein, weshalb Isis zu Lebzeiten von König Ludwig XIV. (bis 1715) kaum noch gespielt wurde. Auch die im Vergleich mit Lullys vorangegangenen Opern hohen musikalischen Anforderungen waren einer größeren Verbreitung hinderlich.:304 Sie wurde nur am 14. Februar 1704 ein einziges Mal gespielt. Auch nach seinem Tod gab es lediglich zwei Neuproduktionen in den Jahren 1717/18 und 1732/33. Sowohl 1704 als auch 1717 wurden gekürzte Fassungen verwendet. 1732 wurde eine im Selbstverlag erschienene siebenteilige „Fantaisie“ des Komponisten Jean-Féry Rebel eingefügt.:84 Schließlich erwies in diesem Jahr auch der Mercure galant der Intuition des Komponisten die Ehre: Die Klage des Pan, ein Zusammenspiel von Flöten, wurde nun zum Meisterwerk, „durch die Art, wie Lully, so wie man es beansprucht, sie wiedergab, nachdem er sie von der Natur kopiert hatte; denn man glaubt dasselbe Geräusch und dasselbe Pfeifen zu hören, das der Wind im Winter auf dem Lande macht, in einem großen Haus, wenn er durch die Türen stürzt, durch die Korridore, durch die Kamine: dieses Geräusch nähert sich sehr dem klagenden Pfeifen an, das Schilfrohre und andere Pflanzen dieser Art machen, hin- und herbewegt im Wind; das ist eine naive und perfekte Nachahmung der Natur“. Trotz der wenigen Gesamtaufführungen erreichten einzelne Stücke der Oper sowie eine daraus zusammengestellte Instrumentalsuite große Popularität.:304
Außerhalb von Paris wurde die Oper 1698 in Lyon, 1701 in Marseille, 1729 in Dijon und 1732 in Form eines gekürzten dreiaktigen „divertissement“ in Straßburg gespielt.:74 Außerdem gab es Aufführungen in Amsterdam (1677/78) und Regensburg (1683). Ausschnitte wurden um 1686 in Ansbach gezeigt.
Die Einzelstimmen der Oper erschienen bereits 1677 als erstes Werk Lullys (abgesehen von vereinzelten Ariendrucken):22 im Druck. Die Gesamtpartitur wurde 1699 erstmals veröffentlicht und 1719 erneut herausgegeben. Théodore de Lajarte veröffentlichte 1882 einen Klavierauszug der Oper in seiner Reihe Chefs-d’œuvre classiques de l’opéra français.
Von Isis sind nur wenige Parodien bekannt. Jacques Charpentiers La Vache Io wurde 1718 am Foire Saint-Laurent gezeigt. Louis Fuzeliers A Fourbe Fourbe et demi, ou le Trompeur trompé hatte am 3. Februar 1733 am Théâtre des Marionnettes de Laplace à la Foire Saint-Germain Premiere. Von Fuzelier stammt auch eine nicht aufgeführte Parodie mit dem Titel La Jalousie avec sujet (1732).
Außerdem erschienen insgesamt 21 parodierte Einzelstücke in weltlichen und geistlichen Drucken sowie in handschriftlichen Chansonniers.:174
Die erste Aufführung in neuerer Zeit fand am 6. Juli 2005 konzertant unter der Leitung von Hugo Reyne mit Françoise Masset in der Titelrolle beim IX. Festival de Musique Baroque en Vendée in der Kirche von Les Lucs-sur-Boulogne statt. Am 22. November folgte eine Aufführung in der Königlichen Oper von Versailles. Ein Mitschnitt aus Les Lucs-sur-Boulogne ist auf CD erhältlich.
Eine weitere konzertante Aufführung gab es am 12. Juli 2019 beim Festival International d’Opéra Baroque in Beaune. Christophe Rousset dirigierte sein Ensemble Les Talens Lyriques und den Chœur de Chambre de Namur. Die Mezzosopranistin Ève-Maud Hubeaux sang die Rolle der Isis. Auch von dieser Aufführung erschien ein Mitschnitt auf CD.

## Aufnahmen
- 1972 – Jean-François Paillard (Dirigent), Orchestre Jean-François Paillard, Chorale Caillard.
 Nadine Sautereau (Sopran), Jocelyne Chamonin (Sopran), André Mallabrera (Tenor), Roger Soyer (Bass).
 Auszüge: Prologue, Duo des nymphes, Chœur des trembleurs, Rondeau „Plainte de Io“ (V:1), dritter Akt: Szenen 3–5, dritter Akt, Szene 6.
 Erato (LP).[16]
- 6. Juli 2005 – Hugo Reyne (Dirigent), La Simphonie du Marais, Le Chœur du Marais.
 Isabelle Desrochers (la Renommée, Iris, Hébé und 1. Parze), Renaud Delaigne (Neptune, Argus und Anführer), Renaud Tripathi (1. Triton, la Famine und Inondation), Thomas van Essen (2. Triton und les Maladies languissantes), Robert Getchell (Apollon, Pirante, 1. Hirte und Erinnis), Valérie Gabail (Calliope, Mycène und Syrinx), Francesca Congiu (Melpomène und 1. Nymphe), Geneviève Kaemmerlein (Thalie und 2. Nymphe), Bertrand Chuberre (Hiérax und Pan), Françoise Masset (Io/Isis), Howard Crook (Mercure und 2. Hirte), Bernard Deletré (Jupiter und 3. Parze), Guillemette Laurens (Junon und 2. Parze), Matthieu Heim (la Guerre, les Maladies violentes und l’Incendie).
 Live aus der Kirche von Les Lucs-sur-Boulogne.
 Accord 476 8048 (3 CDs).[14]
- 11./13./14. Juli 2019 – Christophe Rousset (Dirigent), Les Talens Lyriques, Chœur de chambre de Namur.
 Bénédicte Tauran (la Renommée, Melpomène, Mycène und Junon), Ève-Maud Hubeaux (Thalie und Io/Isis), Ambroisine Bré (Calliope, Iris, Syrinx, Hébé und 1. Parze), Cyril Auvity (Apollon, 1. Triton, Pirante, la Furie (Erinnis), la Famine, l’Inondation, 2. Parze und 1. Hirte), Fabien Hyon (2. Triton, Mercure, 2. Hirte, 1. Anführer und les Maladies languissantes), Philippe Estèphe (Neptune, Argus, 3. Parze, la Guerre, l’Incendie und les Maladies violentes), Edwin Crossley-Mercer (Jupiter und Pan), Aimery Lefèvre (Hiérax und 2. Anführer), Julie Calbète (1. Nymphe), Julie Vercauteren (2. Nymphe).
 Studioaufnahme aus der Salle Gaveau in Paris.
 Aparté AP216.[17]

## Digitalisate
- Libretto (französisch). Paris 1677. Digitalisat bei Gallica
- Libretto (französisch). Ballard, Paris 1704. Digitalisat bei Gallica
- Partitur. Ballard, Paris 1699. Digitalisat bei Gallica
- Partitur. Ballard, Paris 1719. Digitalisat bei Gallica / alternatives Digitalisat im Internet Archive
- Partitur. Foucault, Paris um 1700. Digitalisat bei Gallica (Kopie von André Danican Philidor)
- Théodore de Lajarte: Klavierauszug. Michaëlis, Paris 1882. Digitalisat bei Gallica